# Burdur (province)
Pour la préfecture, voir Burdur.
La province de Burdur est une des 81 provinces (en turc : il, au singulier, et iller au pluriel) de la Turquie.
Sa préfecture (en turc : valiliği) se trouve dans la ville éponyme de Burdur.

## Géographie
Sa superficie est de 7 238 km2.

## Population
Au recensement de 2000, la province était peuplée de 256 800 habitants, soit une densité de population de 35,48 hab./km2.
| 2000    | 2001    | 2002    | 2003    | 2004    | 2005    | 2006    | 2007    | 2008    |
| ------- | ------- | ------- | ------- | ------- | ------- | ------- | ------- | ------- |
| 246 060 | 247 106 | 247 811 | 248 412 | 249 090 | 249 816 | 250 552 | 251 181 | 247 437 |

| 2009    | 2010    | 2011    | 2012    | 2013    | 2014    | 2015    | 2016    | 2017    |
| ------- | ------- | ------- | ------- | ------- | ------- | ------- | ------- | ------- |
| 251 550 | 258 868 | 250 527 | 254 341 | 257 267 | 256 898 | 258 339 | 261 401 | 264 779 |

| 2018    | 2019    | 2020    | 2021    | 2022    | 2023    | - | - | - |
| ------- | ------- | ------- | ------- | ------- | ------- | - | - | - |
| 269 926 | 270 796 | 267 092 | 273 716 | 273 799 | 277 452 | - | - | - |

## Administration
La province est administrée par un préfet (en turc : vali)

## Subdivisions
La province est divisée en 11 districts (en turc : ilçe, au singulier).